# Barcsi kistérség
A Barcsi kistérség egy kistérség volt Somogy megyében, központja Barcs volt.

## Települései
| Babócsa    | Barcs        | Bélavár        | Bolhó     | Csokonyavisonta  |
| Darány     | Drávagárdony | Drávatamási    | Heresznye | Homokszentgyörgy |
| Istvándi   | Kálmáncsa    | Kastélyosdombó | Komlósd   | Lad              |
| Lakócsa    | Patosfa      | Péterhida      | Potony    | Rinyaújlak       |
| Rinyaújnép | Somogyaracs  | Szentborbás    | Szulok    | Tótújfalu        |
| Vízvár     |              |                |           |                  |